# Сомов, Вадим Евсеевич
Вадим Евсеевич Сомов (род. 22 мая 1951, Краснокамск, Молотовская область) — российский предприниматель, до 21 апреля 2025 года генеральный директор ООО «КИНЕФ», доктор экономических наук, кандидат технических наук, доцент.

## Биография
Вадим Евсеевич Сомов родился 22 мая 1951 года в городе Краснокамске Молотовской области, ныне город — административный центр Краснокамского городского округа Пермского края.
В 1975 году окончил Московский институт нефтехимической и газовой промышленности им. И. М. Губкина.
С 1975 года работал оператором, начальником установки, заместителем начальника цеха, начальником цеха, начальником планово-экономического отдела ПО «Киришинефтеоргсинтез».
В мае 1994 года был избран генеральным директором АООТ «Киришинефтеоргсинтез».
В 1996 году назначен вице-президентом департамента нефтепереработки нефтяной компании «Сургутнефтегаз».
До 21 апреля 2025 года — генеральный директор ООО КИНЕФ Заведовал кафедрой технологии химии и углехимических производств Санкт-Петербургского технологического университета.
Доктор экономических наук, Кандидат технических наук, доцент.
Член совета Санкт-Петербургского отделения ВОПД «Наш дом — Россия».

## Вклад в спорт
Президент Федерации водного поло России (с ноября 2000 года по декабрь 2012 года
).
Организатор Международного шахматного турнира «Юные звезды мира»

## Вклад в культуру
Входит в состав попечительского совета Государственного Русского музея.

## Вклад в медицину
В. Е. Сомов и группа врачей во главе с профессором В. Г. Бовтюшко в 1997 году и создали Клинику «МЕДИНЕФ» — некоммерческую благотворительную организацию для оказания медицинской помощи, в основном, лицам, проживающим в экологически неблагополучных условиях, а также для оказания платных медицинских услуг.

## Награды и звания
- Орден «За заслуги перед Отечеством» II степени, 2021 год[3]
- Орден «За заслуги перед Отечеством» III степени, 10 января 2012 года — за большой вклад в развитие нефтеперерабатывающего комплекса, достигнутые трудовые успехи и многолетнюю добросовестную работу[4]
- Орден «За заслуги перед Отечеством» IV степени, 2001 год
- Орден Почёта, 2006 год
- Орден Дружбы, 1996 год
- Почётный гражданин Ленинградской области, 2006 год[5]
- Удостоен специальной премии «Золотой софит» за поддержку театрального искусства Санкт-Петербурга и Ленинградской области (1998 год), премии «Золотая маска» (2002 год) «За поддержку театрального искусства»
- Международная премия «Балтийская звезда» (2007)[6]

## Семья
Женат, старший сын Вадим, младший Иван — трагически погиб. Три дочери: Светлана, Анна и Мария.